# Kościół św. Józefa w Gorzowie Wielkopolskim-Chróściku
Kościół świętego Józefa w Gorzowie Wielkopolskim-Chróściku – kościół filialny należący do parafii Trójcy Świętej w Gorzowie Wielkopolskim-Wieprzycach. Znajduje się w gorzowskiej dzielnicy Chróścik.
Wzmianka o pierwszej świątyni wybudowanej na w tym miejscu pochodzi z 1300 roku, wówczas świątynia została przekazana zakonowi Cystersom w Mironicach. Kościół dwa razy był odbudowany w 1692 i 1772 roku. Obecna budowla pochodzi z 1875 roku i reprezentuje styl neogotycki. W świątyni umieszczone są relikwie świętej Felicji męczennicy. Dla nabożeństw katolickich kościół został pobłogosławiony i oddany w dniu 23 marca 1947 roku
Kościół figuruje w gminnej ewidencji zabytków miasta Gorzów Wielkopolski